# Sergiño Dest
Sergiño Gianni Dest (Almere, 3 november 2000) Is een Amerikaans-Nederlands profvoetballer die doorgaans als linkervleugelverdediger speelt. Hij verruilde FC Barcelona in juni 2024 voor PSV, dat hem het voorgaande seizoen al huurde. Dest debuteerde in 2019 in het Amerikaans voetbalelftal.

## Clubcarrière

### Jeugd
Dest is een zoon van een Surinaams-Amerikaanse vader en een Nederlandse moeder en groeide op in Almere. Hij speelde tot 2012 in de jeugd van Almere City en stapte toen over naar de jeugdopleiding van Ajax. Omdat hij een Amerikaanse vader heeft, maakte hij gebruik van de mogelijkheid om voor Amerikaanse vertegenwoordigende jeugdelftallen uit te komen.

### Ajax
Dest debuteerde op 15 oktober 2018 in dienst van Jong Ajax in het betaald voetbal, in een met 2–1 verloren wedstrijd in de Eerste divisie uit bij Jong PSV. Jong Ajax miste op dat moment veertien spelers, omdat ze opgeroepen waren voor (jeugd)interlands. Dest begon in de basisopstelling en werd in de 82e minuut vervangen door Abdallah Aberkane. Hij bleef daarna de rest van het seizoen basisspeler bij Jong Ajax.
Dest kreeg in oefenwedstrijden van het eerste elftal ter voorbereiding op het seizoen 2019/20 regelmatig speeltijd. Zijn officiële debuut voor het eerste elftal van Ajax volgde op 27 juli 2019, in de met 2–0 gewonnen wedstrijd om de Johan Cruijff Schaal 2019 tegen PSV. Zijn Eredivisiedebuut volgde op 10 augustus via een invalbeurt in een met 5-0 gewonnen wedstrijd tegen FC Emmen. Hij speelde ook als invaller in kwalificatiewedstrijden voor de UEFA Champions League tegen PAOK Saloniki en Apoel Nicosia. In september werd hij vanuit de selectie van Jong Ajax overgeheveld naar de selectie van het eerste team. Dest maakte op 17 september 2019 zijn debuut in de Champions League, tegen Lille OSC. Hij concurreerde met Noussair Mazraoui voor de positie van rechtsback en kreeg dat seizoen zelf de meeste speeltijd. Dest kwam dat seizoen 20 speelronden in actie, waarvan 15 vanaf de aftrap.

### FC Barcelona
Dest begon seizoen 2020/21 bij Ajax, maar tekende op 1 oktober 2020 een vijfjarig contract bij FC Barcelona. Hier was Ronald Koeman op dat moment hoofdcoach. Met de overgang was een transfersom van ongeveer 21 miljoen euro gemoeid. Dest maakte op 4 oktober 2020 zijn debuut voor de Spaanse club, als invaller op de linksbackpositie tijdens een wedstrijd in de Primera División thuis tegen Sevilla (1–1). Hij speelde op 21 oktober 2020 als eerste Amerikaan ooit voor FC Barcelona in de Champions League, in een met 5–1 gewonnen groepswedstrijd tegen Ferencváros. Zijn eerste halve seizoen bij FC Barcelona verliep positief. Dest kreeg veel speeltijd. Op 16 februari 2021 bezorgde Kylian Mbappé van Paris Saint-Germain Dest echter een moeilijke avond. Later in het seizoen ging Barcelona met drie centrumverdedigers spelen, waardoor de backs Dest en Jordi Alba meer aanvallende vrijheid kregen. Dest maakte op 21 maart 2021 zijn eerste goal voor FC Barcelona en in dezelfde wedstrijd ook zijn tweede. Zijn ploeggenoten en hij wonnen die dag met 1–6 uit bij Real Sociedad. Dest speelde in zijn eerste seizoen bij Barcelona 41 wedstrijden, waarvan 33 als basisspeler. Hij kreeg in november 2021 een nieuwe coach, Xavi Hernández. Die ging minder gebruik van hem maken. Hoewel hij in 2021/22 nog tot 31 wedstrijden kwam, kwam hij ook vaak niet in de plannen van de trainer voor.

### AC Milan
FC Barcelona verhuurde Dest in september 2022 voor een jaar aan AC Milan, dat ook een koopoptie bedong. Hier kwam hij niet uit de verf. Hij speelde dat seizoen dertien wedstrijden, waarvan vier als basisspeler. Hij had problemen met zijn fysieke gesteldheid en volgens trainer Stefano Pioli moeite om zich aan te passen aan het systeem van AC Milan.

### PSV
FC Barcelona verhuurde Dest in augustus 2023 voor een jaar aan PSV. Dat bedong daarbij ook een optie om hem voor 10 miljoen euro te kunnen kopen. Dest werd op 21 augustus gepresenteerd. Diezelfde dag ging hij mee naar Schotland voor de eerste van twee playoff-wedstrijden voor kwalificatie voor de Champions League, tegen Glasgow Rangers. Coach Peter Bosz gaf hem meteen een basisplaats. Nadat het 2–2 werd in Schotland wonnen PSV en hij een week later de return in Eindhoven met 5–1. Dest mocht daardoor in 2023/24 voor het vijfde jaar op rij (en voor de vierde keer met een andere club) deelnemen aan de Champions League. Dit seizoen werd hij landskampioen met PSV. Eind april 2024 scheurde hij zijn voorste kruisband, waardoor hij naar verwachting in 2024 niet meer in actie zou kunnen komen.
Op 29 juni 2024 tekende Dest een vierjarig contract bij PSV, dat hem daarmee definitief overnam van FC Barcelona.

## Clubstatistieken
| Seizoen     | Club         | Competitie       | Competitie | Competitie | Competitie | Beker | Beker | Beker | Europa | Europa | Europa | Totaal | Totaal | Totaal |
| Seizoen     | Club         | Competitie       | Wed.       | Dlp.       | Ass.       | Wed.  | Dlp.  | Ass.  | Wed.   | Dlp.   | Ass.   | Wed.   | Dlp.   | Ass.   |
| ----------- | ------------ | ---------------- | ---------- | ---------- | ---------- | ----- | ----- | ----- | ------ | ------ | ------ | ------ | ------ | ------ |
| 2018/19     | Jong Ajax    | Eerste divisie   | 17         | 1          | 2          | —     | —     | —     | —      | —      | —      | 17     | 1      | 2      |
| 2019/20     | Jong Ajax    | Eerste divisie   | 1          | 0          | 0          | —     | —     | —     | —      | —      | —      | 1      | 0      | 0      |
| Club Totaal | Club Totaal  | Club Totaal      | 18         | 1          | 2          | 0     | 0     | 0     | 0      | 0      | 0      | 18     | 1      | 2      |
| 2019/20     | AFC Ajax     | Eredivisie       | 20         | 0          | 5          | 5     | 2     | 1     | 10     | 0      | 0      | 35     | 2      | 6      |
| 2020/21     | AFC Ajax     | Eredivisie       | 3          | 0          | 0          | 0     | 0     | 0     | 0      | 0      | 0      | 3      | 0      | 0      |
| Club Totaal | Club Totaal  | Club Totaal      | 23         | 0          | 5          | 5     | 2     | 1     | 10     | 0      | 0      | 38     | 2      | 6      |
| 2020/21     | FC Barcelona | Primera División | 30         | 2          | 1          | 4     | 0     | 0     | 7      | 1      | 0      | 41     | 3      | 1      |
| 2021/22     | FC Barcelona | Primera División | 21         | 0          | 3          | 1     | 0     | 0     | 9      | 0      | 0      | 31     | 0      | 3      |
| Club Totaal | Club Totaal  | Club Totaal      | 51         | 2          | 4          | 5     | 0     | 0     | 16     | 1      | 0      | 72     | 3      | 4      |
| 2022/23     | → AC Milan   | Serie A          | 8          | 0          | 0          | 1     | 0     | 0     | 4      | 0      | 0      | 13     | 0      | 0      |
| Club Totaal | Club Totaal  | Club Totaal      | 8          | 0          | 0          | 1     | 0     | 0     | 4      | 0      | 0      | 13     | 0      | 0      |
| 2023/24     | → PSV        | Eredivisie       | 25         | 2          | 6          | 2     | 0     | 0     | 10     | 0      | 1      | 37     | 2      | 7      |
| 2024/25     | PSV          | Eredivisie       | 7          | 0          | 2          | 0     | 0     | 0     | 1      | 0      | 0      | 8      | 0      | 2      |
| Club Totaal | Club Totaal  | Club Totaal      | 32         | 2          | 8          | 2     | 0     | 0     | 11     | 0      | 1      | 45     | 2      | 9      |
| TOTAAL      | TOTAAL       | TOTAAL           | 132        | 5          | 19         | 13    | 2     | 1     | 41     | 1      | 1      | 186    | 8      | 21     |

Bijgewerkt op 18 mei 2025

## Interlandcarrière
Dest speelde vanaf de onder 17 in de nationale jeugdelftallen voor de Verenigde Staten. Hij werd eerder opgeroepen voor de Nederland onder 15. Op 7 september 2019 maakte hij via een basisplaats in een oefenduel tegen Mexico zijn debuut voor het nationale elftal van de VS. Diezelfde maand nodigde de KNVB hem uit voor een gesprek met de bedoeling om hem alsnog voor Nederland te laten kiezen. Op 28 oktober 2019 maakte Dest officieel bekend international te worden van de VS. Op 16 november 2019 debuteerde hij officieel voor de VS tijdens een wedstrijd tegen Canada. Op 6 juni 2021 won Dest met de VS de CONCACAF Nations League door in de verlenging met 3–2 te winnen van Mexico. Dest was tevens onderdeel van de Amerikaanse selectie dat actief was tijdens het WK 2022 in Qatar. De Amerikanen strandden in de achtste finale, waarin met 3-1 werd verloren van Nederland.

## Erelijst
Als speler
 Ajax
- Johan Cruijff Schaal: 2019

 FC Barcelona
- Copa del Rey: 2020/21

 PSV
- Eredivisie: 2023/24, 2024/25
- Johan Cruijff Schaal: 2025

 Verenigde Staten onder 20
- CONCACAF Under-20 Championship: 2018

 Verenigde Staten
- CONCACAF Nations League: 2019/20, 2022/23, 2023/24

Individueel
- US Soccer Young Male Athlete of the Year: 2019
- Ajax Talent van het Jaar: 2020

1 Olij ·
3 Gąsiorowski ·
4 Obispo ·
5 Perišić ·
6 Flamingo ·
7 Van Bommel ·
8 Dest ·
9 Pepi ·
11 Driouech ·
14 Pléa ·
17 Mauro Júnior ·
19 Bajraktarević ·
20 Til ·
22 Schouten  ·
23 Veerman ·
24 Schiks ·
25 Sildillia ·
26 Babadi ·
28 Land ·
32 Kovář ·
34 Saibari ·
39 Nagalo ·
Coach: Bosz
· Assistent-coach: Lucius
· Assistent-coach: Maas
· Assistent-coach: Ooijer
· Keeperstrainer: Begois
1 Turner ·
2 Dest ·
3 Zimmerman ·
4 Adams  · 
5 Robinson ·
6 Musah ·
7 Reyna ·
8 McKennie ·
9 Ferreira ·
10 Pulisic ·
11 Aaronson ·
12 Horvath ·
13 Ream ·
14 De la Torre ·
15 Long ·
16 Morris ·
17 Roldan ·
18 Moore ·
19 Wright ·
20 Carter-Vickers ·
21 Weah ·
22 Yedlin ·
23 Acosta ·
24 Sargent ·
25 Johnson ·
26 Scally ·
Coach: Berhalter